# يائير نتنياهو
يائير نتنياهو (بالعبرية: יאיר נתניהו‏) (ولد في 26 يوليو 1991، القدس، إسرائيل) نجل رئيس الوزراء الإسرائيلي بنيامين نتنياهو، المعروف بالدفاع عن والده على وسائل التواصل الاجتماعي.

## النشأة
ولد نتنياهو في عام 1991 لبنيامين وسارة نتنياهو.

## حياة مهنية
خدم نتنياهو في وحدة المتحدث باسم الجيش الإسرائيلي. عمل سابقًا كمدير لوسائل التواصل الاجتماعي في منظمة شورات هدين، وهي منظمة غير حكومية إسرائيلية تقدم خدمات قانونية لضحايا الهجمات الإرهابية. نشر نتنياهو مقالات رأي، على سبيل المثال في موقع برايتبارت.
في ديسمبر 2018, تم تعليقه من فيسبوك لمدة 24 ساعة بعد نشره محتوى معاديًا للمسلمين. وكان من بين التعليقات أنه «لن يكون هناك سلام مع تلك الوحوش على شكل رجال أطلقوا على أنفسهم اسم» فلسطينيين «منذ عام 1964».
تم وضع نتنياهو في إجازة في مارس 2019 بعد أن سخر من الرئيس رؤوفين ريفلين لعمله على التعايش العربي الإسرائيلي.
في مايو 2019, أعرب نتنياهو عن دعمه للشخصيات القومية اليمينية فيكتور أوربان وماتيو سالفيني ونيجل فاراج وخيرت فيلدرز في انتخابات البرلمان الأوروبي لعام 2019. في الشهر نفسه، افترض بعض المراقبين أن نتنياهو يبحث عن وظيفة في وزارة الخارجية، رغم أن نتنياهو نفى أنه يبحث عن وظيفة سياسية.
في يونيو 2019, أفيد أن نتنياهو التقى بكاترينا بيرسون، مستشارة بارزة في حملة ترامب 2020.
في سبتمبر 2019, اتهم نتنياهو رئيس الوزراء السابق المغتال إسحاق رابين بـ «قتل ناجين من المحرقة في ألتالينا». تم التنصل من التعليقات من قبل والده. وشبه روني الشيخ، رئيس شرطة إسرائيل الذي لعب دورًا في تحقيقات نتنياهو بالفساد، برجل العصابات الخيالي توني سوبرانو. وأثناء استجوابه من قبل الشرطة خلال التحقيقات، نادى نتنياهو بالشرطة بـ «شتازي» و «غيستابو» وقال إنهما أسوأ من المافيا. كما اتهم نير حفيتس وجدعون سار بارتكاب جرائم مختلفة.
في أكتوبر 2019, وصف موقع النازيين الجدد ذا ديلي ستورمر نفسه بأنه «المشجع الأول في العالم ليائير نتنياهو» بعد أن نشر ميمًا يصور خصوم والده السياسيين على أنهم دمى يسيطر عليها جورج سوروس. نتنياهو حذف المنشور في وقت لاحق بعد رد فعل عنيف 
في نوفمبر 2020, أطلق نتنياهو البودكاست اليميني الخاص به بعنوان برنامج يائير نتنياهو, مع حلقات تحدث باللغتين الإنجليزية والعبرية. وكان ضيفه الأول السياسي البرازيلي إدواردو بولسونارو، وهو أيضًا نجل الرئيس البرازيلي جايير بولسونارو.
خلال محاكمة والده بالفساد في أبريل 2021, شهد الرئيس التنفيذي السابق لشركة والا، إيلان يشوا، أن موقع والا، الذي تربطه علاقات وثيقة بعائلة نتنياهو، قد تلقى تعليمات لإزالة المعلومات التي قد تكون مدمرة سياسيًا حول علاقة نتنياهو بشخص نرويجي سابق غير يهودي. صديقة.

## القضايا الشرعية
في يناير 2018, اندلعت فضيحة عندما سُرب تسجيل زيارة نتنياهو لنادي التعري في تل أبيب. وناقش نتنياهو في الشريط مسألة المتعريات وأشار إلى صفقة غاز مثيرة للجدل وقعها والده. رفع دعوى قضائية مقابل مليون شيكل (272 ألف دولار) ضد سائقه، الذي زُعم أنه سجل الشريط.
في 7 يوليو 2019, فاز بدعوى تشهير ضد الناشط في حزب العمل الإسرائيلي أبي بنيامين بسبب الادعاء بأن نتنياهو كان يخفي الملايين في حسابات خارجية.
في نوفمبر 2019, تمت مقاضاة نتنياهو بتهمة الافتراء بعد نشر منشور على فيسبوك يزعم أن المحرر السابق لموقع والا! الإخباري، آفي ألكالاي، كان مصنعًا لمؤسسة Wexner Foundation. في فبراير 2020, أُمر بدفع تعويضات وتكاليف قانونية بلغ مجموعها 81 ألف دولار.

## الحياة الشخصية
يعيش نتنياهو في بيت أغيون، المقر الرسمي لرئيس الوزراء في القدس.

## روابط خارجية
- YairNetanyahuعلى تويتر.
- يائير نتنياهو  على فيسبوك.
- يائير نتنياهو على إنستغرام
- Yair Netanyahu on Telegram